# 华亭府
华亭府，元朝时设置的府。
元至元十四年（1277年）置，设治于华亭县（今上海市松江区城区）。其辖境约相当今上海市吴淞江（苏州河）、虬江一线以南地区。人口约13万户（一作25万户）。

## 沿革
元至元十四年（1277年）十月，升华亭县为华亭府，领华亭县（一府一县），隶浙西道嘉兴路。以蒙古人沙全为达鲁花赤。以华亭县县署为华亭府府衙（今松江二中大门以北），华亭县改以华亭县东尉司司衙为县衙。华亭县城隍庙也升为府城隍庙。至元十五年（1278年），以境内有松江更名为松江府。